# Les Loups dans la vallée
Pour plus de détails, voir Fiche technique et Distribution.
Les Loups dans la vallée (The Big Land) est un film américain réalisé par Gordon Douglas et sorti en 1957.

## Synopsis
Chad Morgan, ancien soldat sudiste, sauve Joe Jagger de la pendaison. Ce dernier, après avoir été un architecte expert dans les constructions de chemin de fer, a sombré dans l'alcoolisme. Morgan lui propose de bâtir une ville, tout en prolongeant la ligne ferroviaire. Ce projet ferait gagner du temps pour l'acheminement du bétail. Mais, dans la vallée, certains voient d'un mauvais œil cette idée…

## Fiche technique
- Titre : Les Loups dans la vallée
- Titre original : The Big Land
- Réalisation : Gordon Douglas
- Scénario : David Dortort, Martin Rackin, d'après un roman de Frank Gruber
- Chef opérateur : John F. Seitz
- Musique : David Buttolph
- Décors : William L. Kuehl
- Costumes : Marjorie Best
- Direction artistique : Malcolm C. Bert (en)
- Production : George C. Bertholon, Alan Ladd pour Jaguar Productions
- Distribution : Warner Bros
- Durée : 92 minutes
- Date de sortie : États-Unis : 1er mars 1957

## Distribution
- Alan Ladd (VF : Jean Davy) : Chad Morgan
- Virginia Mayo (VF : Claire Guibert) : Helen Jagger
- Edmond O'Brien (VF : Jean Clarieux) : Joe Jagger
- Anthony Caruso (VF : Roger Rudel) : Brog
- Julie Bishop : Kate Johnson
- John Qualen : Sven Johnson
- Don Castle : Tom Draper
- David Ladd (en) : David Johnson
- Jack Wrather Jr. : Olaf Johnson
- George J. Lewis : Dawson
- James Anderson : Bob Cole
- Don O'Kelly (VF : Jacques Thébault) : Billy Tyler
- Charles Watts : Dick McCullough
- John Doucette : Hagan

## Production

### Lieux de tournage
Le film a été tourné à Tuolumne County en Californie.